# شيهم (جنس)
الشيهم أو النيص أو المقنفذ حيوان بري من الثديات لونه أسود وأبيض وأشواكه بيضاء وسوداء. يصل وزنه إلى بضعة كيلوغرامات، يتغذى على النباتات البرية والخضراوات وطعامه المفضل نبات ينمو في العراق يسمى (سعد) طيب المذاق.يتغذى الشيهم أيضا على الحنظل الذي له مذاق مر لاذع جدا، ومن هنا جاءت الأهمية الطبية لهذا الحيوان لكونه يتغذى على النباتات الطبية والأعشاب البرية. تغطي ظهره أشواك أو سهام مجوفة تتراوح أطوالها بين 10 ال 35 سم تكون منسدلة على جسمه وما أن يُحَفًّز أو يستفز ويشعر بالخوف، حتى تراه ينفض جسمه بحركة قوية، فينطلق معها أحد السهام باتجاه العدو.
يعيش هذا الحيوان في براري العراق وفي أواسط أسيا والهند، وقد شوهد في كركوك في منطقة باباكركر الغنية بالنفط، كذلك يوجد في سلطنة عمان حيث يلقى عناية ضمن محميات خاصة تتضمن فصيلة الشيهم الهندي ذو اللونين الأبيض والأسود كما يوجد هذا الحيوان بكثرة بمنطقة الجبل الأخضر شرق ليبيا وبالأخص بالغابات المجاورة بمدينة البيضاء ويسمى محلياً بـ (صيد الليل) ويتواجد كذالك بكثرة في الجزائر وخاصّة في تلال جبل عيسى بولاية النعامة. ويتواجد بالمملكة العربية السعودية في المناطق الجنوبية ومنها منطقة جازان ويسمى هناك النصارة
يبني الشيهم عشا وثيرا له في الجحر الذي يعيش فيه يبطنه بالقش والجذور والأوراق الجافة ويعده للتكاثر خلال فصل الربيع، وتلد أنثى الشيهم بعد فترة حمل تبلغ ستين يوما من 2 - 4 جراء صغيرة تخرج كاملة النمو وأشواكها قصيره لينه، وترضع الأم صغارها لفترة طويلة نسبيا ً تنتهي عندما تعتمد الصغار على نفسها، ومتوسط عمر الشيهم حوالي 20 سنة.
يعتبر الشيهم حيوانا ً ليليا ً، حيث يخرج ليلا ً للبحث عن غذائه.يتم صيد الشيهم لغرض الاستفادة من لحمة ضمن وصفات الطب الشعبي التي تلقى رواجا في بعض المجتمعات الآسوية.